# Mary Esther (Florida)
Mary Esther es una ciudad ubicada en el condado de Okaloosa en el estado estadounidense de Florida. En el Censo de 2010 tenía una población de 3.851 habitantes y una densidad poblacional de 990,59 personas por km².

## Geografía
Mary Esther se encuentra ubicada en las coordenadas 30°24′42″N 86°39′32″O / 30.41167, -86.65889. Según la Oficina del Censo de los Estados Unidos, Mary Esther tiene una superficie total de 3.89 km², de la cual 3.87 km² corresponden a tierra firme y (0.47%) 0.02 km² es agua.

## Demografía
Según el censo de 2010, había 3.851 personas residiendo en Mary Esther. La densidad de población era de 990,59 hab./km². De los 3.851 habitantes, Mary Esther estaba compuesto por el 80.86% blancos, el 7.04% eran afroamericanos, el 0.65% eran amerindios, el 5.17% eran asiáticos, el 0.1% eran isleños del Pacífico, el 1.9% eran de otras razas y el 4.28% pertenecían a dos o más razas. Del total de la población el 7.48% eran hispanos o latinos de cualquier raza.